# Neÿ Ferenc
Pilisi Neÿ Ferenc (Buda, 1814. május 26. – Budapest, 1889. szeptember 11.) hírlapíró, színműíró, a pesti belvárosi reáliskola igazgatója, a Magyar Tudományos Akadémia levelező tagja.

## Pályája
Neÿ Ferenc soproni, majd szombathelyi kereskedő fia. Pesten született, Budán keresztelték. A hat gimnáziumi osztályt és a kétévi líceumi tanulmányt Szombathelyen végezte, majd orvosnövendék lett Pesten és Bécsben. Az orvosi pályához nem volt kedve, ezért Pozsonyba ment jogot tanulni. 1833. június 4-től 1841. augusztus 26-ig előkelő családoknál nevelősködött (Kisszántón Lányi István főispán, Brunszvik Ferenc, Sztáray Albert fiai mellett), később a pesti egyetemen a felsőbb neveléstanból tett vizsgát. Hírlapíró és belmunkatárs volt 1844. augusztus 19-ig, mely napon őt mint a kisdedóvó-képzőnek pályázat útján megválasztott igazgatóját, hivatalába az egyesületi elnök Festetics Leó gróf beiktatta.
1846-ban Máramaros, 1847-ben Zemplén vármegye táblabírájává nevezték ki (itt Petőfi Sándorral esküdött fel).
Még bölcselet-tanuló korában Szombathelyen 39 horvátországi tanulótársának, Bittnicz Lajos tanár megbízásából, rendes előadásokat tartott a magyar nyelvből és ezen tantárgyból ő adott nekik vizsgálati érdemsorozati osztályzatot. Ugyanott a magyar társaságnak jegyzője volt. 1846-48-ban a Döbrentei Gábor-féle szobormű-egyletnek, 1847-54-ben az Ürményi Ferenc elnöklete alatt álló magyar (Marastoni Jakab-féle) festészeti akadémiát gyámolító egyesületnek titkára; 1850-től 1861 végéig a képző-igazgatóság mellett a kisdedóvó-intézeteket Magyarországon terjesztő egyesület pénztárnoka, e mellett többször az egyesület helyettes titkára is volt.
1848-ban a magyar nevelési társaságnak és az első egyetemes tanári gyűlésnek (257 egyetemi, gimnáziumi tanár és tanító) megválasztott elnöke, a báró Eötvös József-féle könyvkiadó-egyesület, kisdedóvó-egyesületek, magyar (régebbi) iparegyesület, műegylet, Szent István Társulat, később még az állatkerti egyesület; népoktatási kör sat. választmányi és bizottmányi tagja volt.

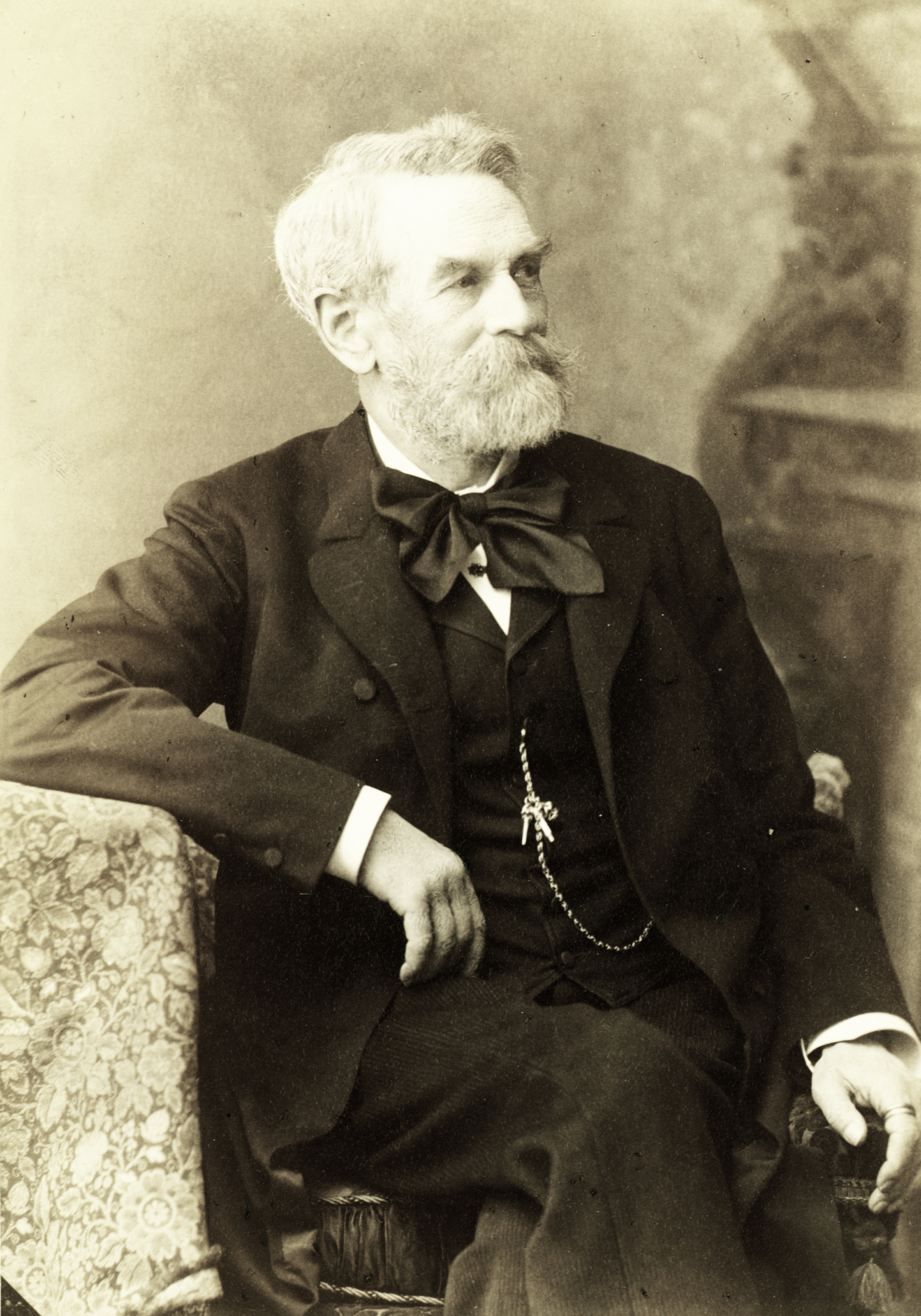
Neÿ Ferenc fényképe (1880)

1848-ban az iparegyesület által szervezett népszerű előadásoknál a magyar történelmet adta elő. Ugyanekkor nemzetőri főhadnagy a Radikálkör legiójában, majd a terézvárosi zászlóaljban hadnagy volt. Az 1848-as, 1861-es és 1867-es időszakban pestvárosi hatósági képviselő és Budapest egyesülése után is szakadatlanul fővárosi bizottsági tag volt. 1848 decemberében terézvárosi képviselőjelölt volt Trefort Ágoston visszalépésekor; e miatt 1849. szeptember 5-től november 1-jéig az Újépületben tartották fogva.
1857. január 1-től a pesti községi, akkor német tannyelvű, főreáliskolában mint a magyar nyelv tanítója működött. 1860 októberének elején a részben magyarrá alakított főreáliskola ideiglenes igazgatójává nevezte ki a városi hatóság, 1861. augusztus 3-án pedig a teljesen magyarrá lett reáliskola rendes igazgatója lett. Noha már 1861. október 15-én beköltözött a főreáliskolai lakásba, vezette még a kisdedóvó-képzőt is 1862. január 13-ig.
1858. december 15-én a Magyar Tudományos Akadémia levelező tagjának választotta és 1867 márciusától 1869 áprilisáig a bölcseleti osztálynak jegyzője volt. 1863-tól 1876-ig a reáltanárokat vizsgáló bizottság, 1868-tól 1872-ig a budapesti iskolatanács tagja, 1866-tól a budapesti, majd az országos tanáregylet elnöke volt.
1874-ben a Ferenc József-rend lovagkeresztjét kapta. 1887. június 13-án ő felsége a magyar nemességre emelte pilisi előnévvel. Meghalt 1889. szeptember 11-én Budapesten.
A Nemzeti Színházban 1844-ben háromszor játszották a Kalandor című népszínművét. Ez a darab Szigligeti Ede Szökött katonájával szemben ötven aranyas pályadíjat nyert, de a közönségnek nem tetszett. Matild és Olga címmel regényt írt, ez Pesten, 1855-ben jelent meg. A magyar képeskönyv-irodalom fejlődésének segítésében is jelentékeny érdemeket szerzett.

## Újságírói munkássága
Költeményeket, elbeszéléseket (eredetieket, valamint németből és franciából fordítva), társadalmi és közművelődési cikkeket, bírálatokat, tanügyi és emlékbeszédeket, stb. írt a következő lapokba, folyóiratokba, évkönyvekbe: Rajzolatok (1836-38.), Közlemények, Literaturai Csarnok, Életképek, Honderű, Pesti Divatlap, Századunk, Világ, Pesti Hírlap, Családi Lapok, Családi Kör, Hölgyfutár, Divatcsarnok, Literaturai Lapok, Irodalmi Őr, Sürgöny, Budapesti Hiradó, Jelenkor, Társalkodó, Hetilap, Magyar Sajtó, Pesti Hirnök, Vasárnapi Ujság (1856-58), Napkelet, Tanodai Lapok, Idők Tanuja, Kalauz, Emlény, Ajándok, Őrangyal, Országgyűlési Lant, István bácsi Naptára, Kliegl Könyv, Testvéri Szózat, Magyarország Képekben, Aradi Vészlapok, Pécsi Auróra, Losonci Phönix, Nevelési Emléklapok, Kisfaludy-Társaság Évlapjai, Országos Tanáregylet Közl., Főreáliskolai Tudósítványok, Közoktatás, Ellenőr, Pesti Napló, Hon, Budapesti Hírlap, Szeged Hálája, Szegedi Napló, Hasznos Mulattató, Szegszárd, Fővárosi Lapok, Tátra Vidék, Kárpátegyesületi Évkönyv, Kisdednevelés, Zemplén, Eger sat. Az Egyetemes Magyar Encyclopaediának is munkatársa volt.
Szerkesztette a Szent István Társulat által kiadott Családi Lapokat 1854. és 1855-ben; a Jahrbuch des Vereins zur Unterstützung der ersten ungarischen Malerakademiet 1852-ben; Az első magyar festészeti akadémiát gyámolító társulat Évkönyvét; A kisdedóvóintézeteket Magyarországban terjesztő egyesület Évlapjait 1852 és 1853-ról Pesten.

## Munkái
- Utazás a Holdba, alcíme: Agyrém. Rajzolatok a Társas Élet és Divatvilágból, 1836.
- Ney Ferencz színművei. Első kötet. Frankhon alapítói. Szini költemény két részben, Pozsony, 1840. (I. Hilderik. Dráma öt szakaszban. II. Klodvig. Tragoedia öt szakaszban).
- Ibolyák. Beszélyfüzér 8-12 éves gyermekek számára, magyar és német nyelven, 8 színes képpel. Pest, 1843. (Német czímmel is).
- Ueber Croatien von Stephan Horvát, übersetzt. Leipzig, 1843.
- Kisdednevelési nefelejts. «Vergissmeinnicht» der Bewahranstalt. Pest, 1845. (Magyar és német szöveggel. Csak magyarul 2. bőv. kiadás. Pest, 1846.).
- Gyermekek könyve. Pest, 1846. (2. bőv. kiadás 42 színes képpel. Pest, 1851.). A szerző a magyar képeskönyv-irodalom fejlődésének egyengetésében jelentékeny érdemeket szerzett.
- A népnevelés hatása Magyarhon népeinek erkölcsiségére. A m. tudós-társaság által 1847. koszorúzott pályamű. Pest, 1848.
- A gyermeki kegyelet tolmácsa. Alkalmi üdvözletek, köszöntések, párbeszédek és jelenetek mindenféle családi ünnepélyekre. Pest, 1851.
- Galyfüzér a nevelés virányligetéből. Elvek, eszmék, irányzatok, nézetek és adatok a kisdedvilág, zsengekori nevelés és ovodák érdekében. «Szirmok» című adalékkal, gyermekek számára. Pest, 1855-56. Két füzet.
- Matild és Olga. Regény. Pest, 1855. Három kötet.
- Családképek. Költeményfüzér. Pest, 1856.
- Ueber Liszt's Messe. Bei Gelegenheit der Generalprobe im National-Museum in Pest, am 26. August 1856. Aus dem Ungarischen… übersetzt und herausgegeben von M. Engesser. Pest, 1856.
- Kisdedóvási nefelejts. A marosvásárhelyi kisdedóvoda megnyitása emlékére közzéteszi a bizottmányi igazgatóság. Máj. 1. 1856. Marosvásárhely, 1856.
- H. G. Ollendorff's neue Methode in sechs Monaten eine Sprache lesen, schreiben und sprechen zu lernen. Anleitung zur Erlernung der ungarischen Sprache für den Schul- und Privatunterricht. Pest, 1857. (2. kiadás 1859., 3. átnézett k. 1860., 5. k. 1861,. 6. k. 1863., 10. k. 1868.)
- Schlüssel zu der nach Ollendorff's neuer Methode bearbeiteten ungarischen Sprachlehre. Die Uebersetzung der in der Sprachlehre vorkommenden Aufgaben enthaltend und für Lehrer, besonders aber zum Selbstunterricht eingerichtet. Pest, 1857. (2. kiadás 1859., 3. k. 1860. 1861. és 1876. Pest).
- A kisdedóvó intézeteket Magyarországban terjesztő egyesület évkönyve 1858-ról. Pest, 1859.
- Három török, vagy: minden álarczban. Víg daljáték 3 felv., írta Marcello M., ford. Pest, 1859.
- Vezérfonal a német nyelv megtanulására. Ollendorff H. G. tanmódszere alapján. Bpest. Két rész. (I. 1863.)
- Más kárán tanul az okos. Képes példakönyv kisebb gyermekek számára. 22 képpel Szemlér Mihálytól. Pest, 1868.
- Három kis mese intésül kisebb gyermekek számára. 11 képpel Szemlér Mihálytól. Pest, 1868.
- Szellemi csaták. Esztergom, 1868. (Korkérdések I.).
- Az önképző-körökről. Bpest, 1873.
- Egy pillantás a jövőbe a reáltanodák érdekében. Bpest, 1875.
- A budapesti fővárosi IV. kerület (belvárosi) községi nyilvános főreáltanoda huszonhatodik Tudósítványa az 1879-80. tanév végén és Emlékkönyv az intézet negyedszázados fennállása alkalmából. Bpest, 1880. (Az intézet története).
- Négy ifjúsági színmű versekben. Bpest, 1884.
- Egy nevelő-intézet. Ifjúsági dráma 3 szakaszban. Bpest, 1884.

### Kéziratban
- A divat erkölcsi súlya, akadémiai székfoglaló 1859-ben. (Ism. Budapesti Szemle VI. 229. l., elveszett).
- Színművei: Silvio,  dráma 5 felv. (előadták a pesti nemzeti színházban 1843. júl. 15.), Kalandor,  népszínmű 3 felv. (Először a pesti nemzeti színházban, 1844. febr. 24., 25. és 28., hol 50 arany pályadíjat nyert), A templarius,  nagy opera 3 felv., írta Marini G. M., ford…. zenéje Donizettitől (először 1842. jún. 30.).
- Több nevelési és bölcseleti értekezés; Emlékiratok életéből; Margitszigeti emlékek (költeményfüzet); színművek és monologok.